# Schipkau
Schipkau is een gemeente in de Duitse deelstaat Brandenburg, en maakt deel uit van de Landkreis Oberspreewald-Lausitz.
Schipkau telt 6.638 inwoners.
De gemeente wordt gevormd door zes dorpen: Annahütte (Ždźarki), Drochow (Drochow), Hörlitz (Wórlica), Klettwitz (Klěśišća), Meuro (Murjow) en het dorp Schipkau (Šejkow) zelf. In Klettwitz bevindt zich de Lausitzring racebaan.
Altdöbern ·
Bronkow ·
Calau ·
Frauendorf ·
Großkmehlen ·
Großräschen ·
Grünewald ·
Guteborn ·
Hermsdorf ·
Hohenbocka ·
Kroppen ·
Lauchhammer ·
Lindenau ·
Lübbenau ·
Luckaitztal ·
Neu-Seeland ·
Neupetershain ·
Ortrand ·
Ruhland ·
Schipkau ·
Schwarzbach ·
Schwarzheide ·
Senftenberg ·
Tettau ·
Vetschau/Spreewald